# Pinophyta
Încrengătura Pinophyta cuprinde plante care au drept caracteristică esențială sămânța, care este liberă, nefiind închisă într-un fruct. Plantele din această încrengătură sunt cunoscute și sub numele de gimnosperme, iar încrengătura însăși, sub denumirea de Încrengătura Gymnospermatophyta care provine de la gr. gymnos = gol, dezbrăcat și sperma = sămânță. Din această grupă fac parte coniferele sau rășinoasele.